# Halsteds klosters amt
Halsteds klosters amt (danska: Halsted Klosters Amt) var ett amt i södra Danmark. Amtet omfattade den västra delen av ön Lolland samt ett antal mindre närliggande öar som Enehøje och Vejlø. Den enda staden i amtet var Nakskov. Amtet administrerades dock från staden Maribo, som trots att den inte ingick i amtet utgjorde residensstad.

## Administrativ historik
Halsteds klosters amt bildades när Danmarks län ersattes av amt 1662 och ersatte då det dåvarande slottslänet Halsteds län.
Amtet upphörde i samband med amtsreformen 1793 då det, tillsammans med Nykøbings och Ålholms amt, blev en del av det då nybildade Maribo amt, som sedan i sin tur blev en del av Storstrøms amt i samband med kommunreformen 1970. Sedan kommunreformen 2007 tillhör området Region Själland.

## Härader
Halsteds klosters amt omfattade två härader:
- Lollands Nørre härad
- Lollands Sønders härad